# Mario Rondón
Mario Junior Rondón Fernández, mais conhecido como Mario Rondón (26 de março de 1986, Caracas), é um futebolista venezuelano que atua como avançado. Atualmente, está sem clube.

## Títulos
Beira-Mar
- Segunda Liga: 2009–10